# Station Daszewo
Station Daszewo is een spoorwegstation in de Poolse plaats Daszewo.